# Lagenoderus problematicus
Lagenoderus problematicus (Voss 1966), es una especie de coleóptero de la familia Attelabidae.

## Distribución geográfica
Habita en Madagascar.